# Eritreum melakeghebrekristosi
Eritreum melakeghebrekristosi és una espècie de proboscidi extint que visqué durant l'Oligocè superior a l'Àfrica oriental. Se n'han trobat restes fòssils a Eritrea. És l'única espècie del gènere Eritreum. Era un elefantimorf menut, amb dents molars més petites que en els altres elefantimorfs primitius. El nom genèric Eritreum es refereix al país on fou trobat l'holotip, mentre que el nom específic melakeghebrekristosi li fou assignat en honor del granger que el descobrí, Melake Ghebrekristos.